# Денис Давидов
Денис Давидов (16. јул 1784 – 22. април 1839) је био руски генерал и војни писац.

## Биографија
Учествовао је у Наполеоновим ратовима 1812. године приликом француске инвазије на Русију. Као хусарски потпуковник, Давидов је од Кутузова издејствовао мали коњички одред (50 хусара и 150 козака) ради операција у позадини француске војске. Са одредом је Давидов извршавао препаде на коморе, заштитнице, фуражере и мање делове, уништавао резерве хране и муниције, хватао курире, наоружавао сељаке и обучавао их за борбу. Својим партизанским ратовањем допринео је потпуном поразу Наполеонове експедиције у Русији. Због својевољних преговора са непријатељем при заузимању Дрездена 1813. године, пао је у немилост. Поново је ступио у активну службу 1826. године. Учествовао је у Руско-персијском рату и код Мирака 21. марта 1826. године разбио персијски одред од 4000 људи. Допринео је гушењу Новембарског устанка у Пољској 1831. године.